# 제2차 기시다 내각 (제1차 개조)
제2차 기시다 제1차 개조내각(일본어: 第2次岸田第1次改造内閣)은 중의원 의원, 자유민주당 총재 기시다 후미오가 제101대 내각총리대신으로 임명되어, 2022년 8월 10일부터 2023년 9월 13일까지 존재한 일본의 내각이다.
자유민주당과 공명당의 연립 내각이다.
내각 개조는 제4차 아베 신조 제2차 개조내각 이후 처음이다. 기시다는 이 내각을 ‘정책 단행 내각’(政策断行内閣)으로 명명했다.

## 개요
기시다는 2022년 7월 10일에 치른 제26회 일본 참의원 의원 통상선거 후 두 명의 각료가 정계 은퇴한 것을 주된 이유로 제2차 기시다 내각을 개조하기로 예고했었다. 관계자들은 대체적으로 내각 개조는 ‘9월 상순’에 단행할 것이라는 예상을 내놓았다.
기시다는 당내 최고 실력자 아베 신조가 급사하면서 동요하는 아베파 의원들을 끌어들여 정권 안정화를 꾀하려는 의도였다. 그해 8월 3일 아베파 전 회장 모리 요시로, 자유민주당 참의원 의원 전 회장 아오키 미키오 등과 도쿄도내 호텔에서 회식을 가졌는데 ‘전격적인 인사’를 실현시키기 위해 논의했고 모리는 아베파 간부인 하기우다 고이치, 니시무라 야스토시의 요직 기용을 요구했다. 기시다는 하기우다를 당 정조회장으로 발탁하고 하기우다의 후임 경제산업대신으로 니시무라를 기용했다. 8월 5일 오후, 기시다는 인사 방침을 정권 간부에게 전했다.
2022년 8월 10일에 내각 개조를 단행하고 고쿄에서의 인증식을 거쳐 제2차 기시다 개조내각이 출범했다.
인증식 후에 있은 기념 촬영은 통상적으로 촬영 장소인 총리대신 관저 로비의 ‘대계단’이 개보수 공사중인 관계로 내각총리대신 공저(구 관저)의 ‘서쪽 계단’에서 이뤄졌다. 서쪽 계단에서의 기념 촬영은 2001년 4월 제1차 고이즈미 내각 출범 이후 약 21년 만이다.
2023년 9월 8일, 오는 13일에 개각을 단행하겠다는 방침을 복수의 여당 간부에게 전했다. 같은 해 9월 10일, 기시다는 인도 뉴델리에서 내외신 기자 회견을 가지면서 내각 개조·당 지도부 인사를 13일에 단행하겠다고 공식 발표했다.

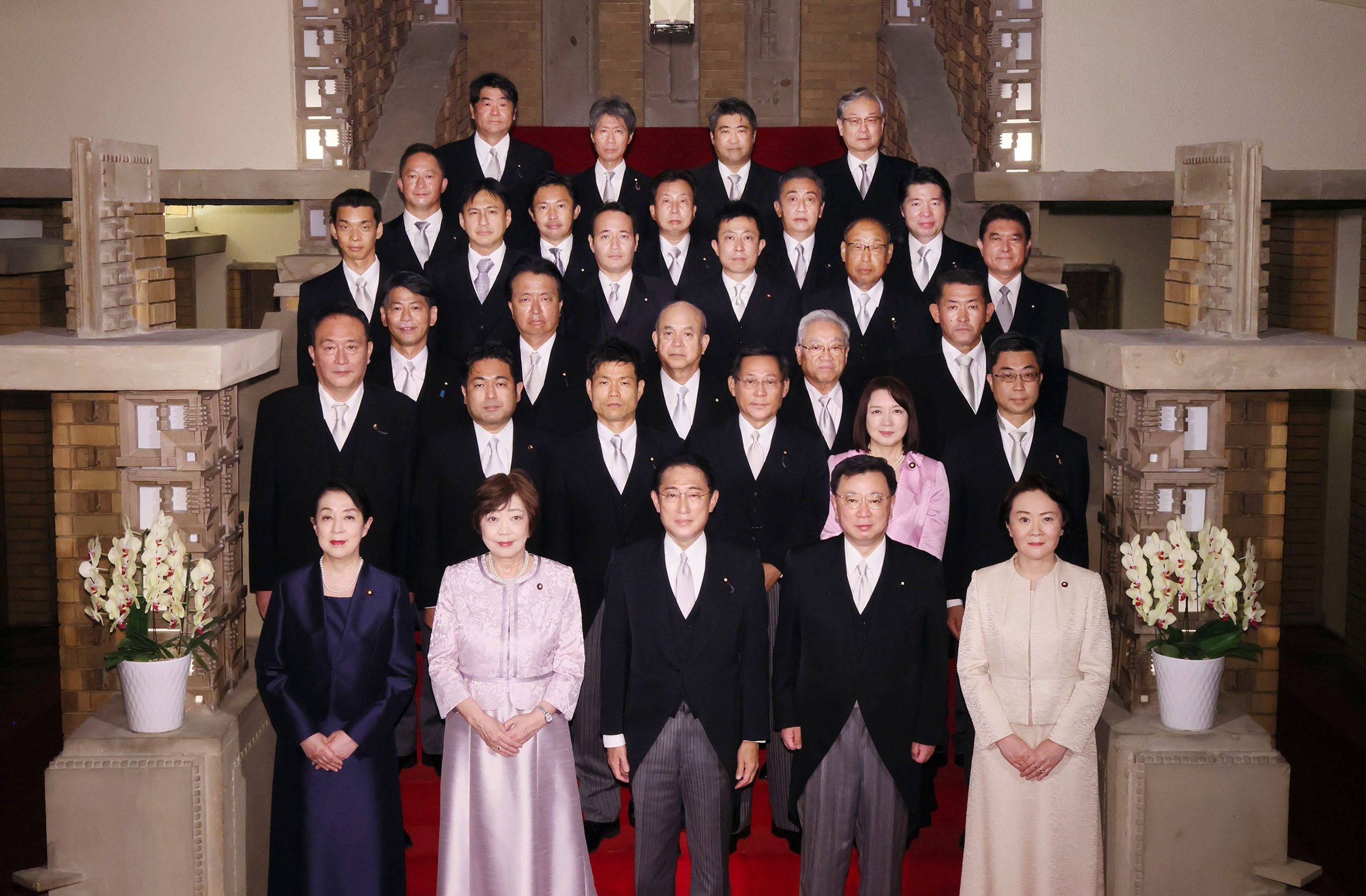
부대신 임명 후에 가진 기념 촬영 (2022년 8월 12일)
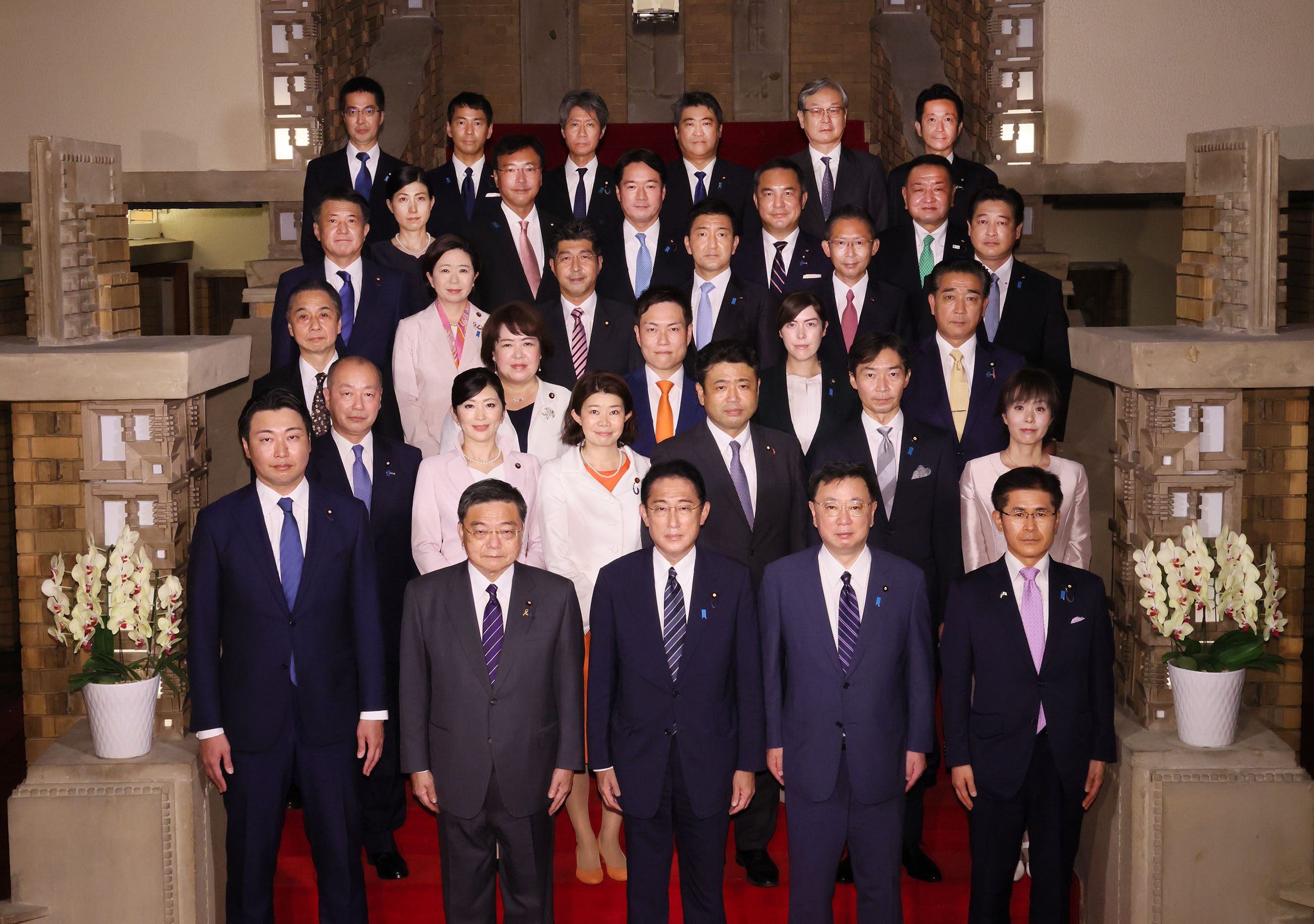
대신 정무관 임명 후에 가진 기념 촬영 (2022년 8월 12일)

## 국무대신
- 2022년 8월 10일 임명

소속 정당·출신:
     자유민주당(기시다파)      자유민주당(아소파)      자유민주당(모테기파)      자유민주당(아베파)      자유민주당(니카이파)
     자유민주당(모리야마파)      자유민주당(다니가키G)      자유민주당(이시바G)      자유민주당(무파벌)      공명당      중앙 성청·민간
| 직책 | 성명              | 성명 | 소속                         | 특명 담당 사항 | 비고                          |
| --- | ----------------- | ---- | ---------------------------- | --- | ----------------------------- |
| 내각총리대신 | 기시다 후미오     |      | 중의원 자유민주당 (기시다파) | | 자유민주당 총재               |
| 총무대신 | 데라다 미노루     |      | 중의원 자유민주당 (기시다파) | | 첫 입각 2022년 11월 21일 면직 |
| 총무대신 | 마쓰모토 다케아키 |      | 중의원 자유민주당 (아소파)   | | 재입각 2022년 11월 21일 임명  |
| 법무대신 | 하나시 야스히로   |      | 중의원 자유민주당 (기시다파) | | 첫 입각 2022년 11월 11일 면직 |
| 법무대신 | 사이토 겐         |      | 중의원 자유민주당 (무파벌)   | | 재입각 2022년 11월 11일 임명  |
| 외무대신 | 하야시 요시마사   |      | 중의원 자유민주당 (기시다파) | 내각총리대신 임시 대리 취임 순위 제3위 | 유임                          |
| 재무대신 내각부 특명담당대신 (금융 담당)                                                                                  | 스즈키 슌이치     |      | 중의원 자유민주당 (아소파)   | 디플레이션 탈출 담당 내각총리대신 임시 대리 취임 순위 제4위 | 유임                          |
| 문부과학대신 | 나가오카 게이코   |      | 중의원 자유민주당 (아소파)   | 교육 재생 담당 국립국회도서관 연락조정위원회 위원 | 첫 입각                       |
| 후생노동대신 | 가토 가쓰노부     |      | 중의원 자유민주당 (모테기파) | | 재입각                        |
| 농림수산대신 | 노무라 데쓰로     |      | 참의원 자유민주당 (모테기파) | | 첫 입각                       |
| 경제산업대신 내각부 특명담당대신 (원자력 손해 배상·폐로 등 지원기구 담당)                                                 | 니시무라 야스토시 |      | 중의원 자유민주당 (아베파)   | 원자력 경제 피해 담당 GX실행추진담당 산업 경쟁력 담당 러시아 경제 분야 협력 담당 | 재입각                        |
| 국토교통대신 | 사이토 데쓰오     |      | 중의원 공명당                | 물 순환 정책 담당 국제 원예 박람회 담당 | 공명당 부대표 재임명          |
| 환경대신 내각부 특명담당대신 (원자력 방재 담당)                                                                           | 니시무라 아키히로 |      | 중의원 자유민주당 (아베파)   | | 첫 입각                       |
| 방위대신 | 하마다 야스카즈   |      | 중의원 자유민주당 (무파벌)   | | 재입각                        |
| 내각관방장관 | 마쓰노 히로카즈   |      | 중의원 자유민주당 (아베파)   | 오키나와 기지 부담 경감 담당 납치 문제 담당 백신 접종 추진 담당 내각총리대신 임시 대리(2023년 2월 11일) 취임 순위 제1위                                                             | 유임                          |
| 디지털대신 내각부 특명담당대신 (디지털 개혁 담당) (소비자 및 식품 안전 담당)                                              | 고노 다로         |      | 중의원 자유민주당 (아소파)   | 국가 공무원 제도 담당 내각총리대신 임시 대리 취임 순위 제5위 | 재입각                        |
| 부흥대신 | 아키바 겐야       |      | 중의원 자유민주당 (모테기파) | 후쿠시마 원전 사고 재생 총괄 담당 | 첫 입각 2022년 12월 27일 면직 |
| 부흥대신 | 와타나베 히로미치 |      | 중의원 자유민주당 (모테기파) | 후쿠시마 원전 사고 재생 총괄 담당 | 재입각 2022년 12월 27일 임명  |
| 국가공안위원회 위원장 내각부 특명담당대신 (방재 담당) (해양 정책 담당)                                                    | 다니 고이치       |      | 중의원 자유민주당 (니카이파) | 국토 강인화 담당 영토 문제 담당 | 첫 입각                       |
| 내각부 특명담당대신 (어린이 정책) (저출산 대책 담당) (젊은이 활약) (남녀 공동 참가 담당)                                  | 오구라 마사노부   |      | 중의원 자유민주당 (니카이파) | 어린이 정책 담당(2023년 3월 31일까지) 공생 사회 담당 여성 활약 담당 고독·고립 대책 담당                                                                                             | 첫 입각                       |
| 내각부 특명담당대신 (경제 재정 정책 담당)                                                                                 | 야마기와 다이시로 |      | 중의원 자유민주당 (아소파)   | 경제 재생 담당 새로운 자본주의 담당 스타트업 담당 신형 코로나 대책·건강 위기 관리 담당 전세대형 사회 보장 개혁 담당                                                                 | 유임 2022년 10월 24일 면직    |
| 내각부 특명담당대신 (경제 재정 정책 담당)                                                                                 | 고토 시게유키     |      | 중의원 자유민주당 (무파벌)   | 경제 재생 담당 새로운 자본주의 담당 스타트업 담당 신종 코로나 대책·건강 위기 관리 담당(2023년 8월 31일까지) 감염병 위기 관리 담당(2023년 9월 1일 이후) 전세대형 사회 보장 개혁 담당 | 재입각 2022년 10월 25일 임명  |
| 내각부 특명담당대신 (지적 재산 전략 담당) (과학 기술 정책 담당) (우주 정책 담당) (경제 안전 보장 담당)                    | 다카이치 사나에   |      | 중의원 자유민주당 (무파벌)   | 경제 안전 보장 담당 내각총리대신 임시 대리 취임 순위 제2위 | 재입각                        |
| 내각부 특명담당대신 (오키나와 및 북방 대책 담당) (지방 창생 담당) (규제 개혁 담당) (쿨 재팬 전략 담당) (아이누 시책 담당) | 오카다 나오키     |      | 중의원 자유민주당 (아베파)   | 디지털 전원 도시 국가 구상 담당 국제 박람회 담당 행정 개혁 담당 | 첫 입각                       |

## 내각관방부장관·내각법제국장관
- 2022년 8월 10일 임명

| 직책            | 성명              | 성명 | 소속                          | 비고 |
| --------------- | ----------------- | ---- | ----------------------------- | ---- |
| 내각관방부장관  | 기하라 세이지     |      | 중의원 / 자유민주당(기시다파) | 유임 |
| 내각관방부장관  | 이소자키 요시히코 |      | 중의원 / 자유민주당(기시다파) | 유임 |
| 내각관방부장관  | 구류 슌이치       |      | 사무 담당 / 경찰청            | 유임 |
| 내각법제국 장관 | 곤도 마사하루     |      | 전 내각법제차장 / 경제산업성  | 유임 |

## 내각총리대신 보좌관
- 2022년 8월 10일 임명

| 직책 | 성명          | 성명 | 소속                               | 비고                                    |
| --- | ------------- | ---- | ---------------------------------- | --------------------------------------- |
| 내각총리대신 보좌관 (국가 안전 보장에 관한 중요 정책 및 핵군축 및 비확산문제 담당)                            | 기시 노부오   |      | 중의원 / 자유민주당(아베파)        | 각료에서 보직 이동 2023년 2월 3일 면직  |
| 내각총리대신 보좌관 (국가 안전 보장에 관한 중요 정책 및 핵군축 및 비확산문제 담당)                            | 기하라 세이지 |      | 중의원 / 자유민주당(기시다파)      | 내각관방부장관 겸임 2023년 2월 3일 임명 |
| 내각총리대신 보좌관 (국제 인권 문제 담당)                                                                     | 나카타니 겐   |      | 중의원 / 자유민주당(다니가키 그룹) | 유임                                    |
| 내각총리대신 보좌관 (국내 경제 기타 특명 사항 담당)                                                           | 무라이 히데키 |      | 중의원 / 자유민주당(기시다파)      | 유임                                    |
| 내각총리대신 보좌관 (여성 활약 담당)                                                                          | 모리 마사코   |      | 참의원 / 자유민주당(아베파)        | 유임                                    |
| 내각총리대신 보좌관 (국토강인화 및 부흥 등의 사회 자본 정비 및 과학 기술 이노베이션 정책 그 외 특명사항 담당) | 모리 마사후미 |      | 민간                               | 유임                                    |

## 부대신
- 2022년 8월 12일 임명

| 직책            | 성명              | 소속                                 | 비고                         |
| --------------- | ----------------- | ------------------------------------ | ---------------------------- |
| 디지털 부대신   | 오구시 마사키     | 중의원 / 자유민주당(다니가키G·스가G) | 내각부 부대신 겸임           |
| 부흥 부대신     | 고지마 도시후미   | 중의원 / 자유민주당(기시다파)        |                              |
| 부흥 부대신     | 다케야 도시코     | 참의원 / 공명당                      |                              |
| 부흥 부대신     | 이시이 히로오     | 참의원 / 자유민주당(모테기파)        | 국토교통, 내각부 부대신 겸임 |
| 내각부 부대신   | 오구시 마사키     | 중의원 / 자유민주당(다니가키G·스가G) | 디지털 부대신 겸임           |
| 내각부 부대신   | 후지마루 사토시   | 중의원 / 자유민주당(기시다파)        |                              |
| 내각부 부대신   | 호시노 쓰요시     | 중의원 / 자유민주당(다니가키G·스가G) |                              |
| 내각부 부대신   | 와다 요시아키     | 중의원 / 자유민주당(아베파)          |                              |
| 내각부 부대신   | 이사 신이치       | 중의원 / 공명당                      | 후생노동 부대신 겸임         |
| 내각부 부대신   | 나카타니 신이치   | 중의원 / 자유민주당(모테기파)        | 경제산업 부대신 겸임         |
| 내각부 부대신   | 오타 후사에       | 참의원 / 자유민주당(아베파)          | 경제산업 부대신 겸임         |
| 내각부 부대신   | 이시이 히로오     | 참의원 / 자유민주당(모테기파)        | 국토교통, 부흥 부대신 겸임   |
| 내각부 부대신   | 고바야시 시게키   | 중의원 / 자유민주당(니카이파)        | 환경 부대신 겸임             |
| 내각부 부대신   | 이노 도시로       | 중의원 / 자유민주당(모테기파)        | 방위 부대신 겸임             |
| 총무 부대신     | 오미 아사코       | 중의원 / 자유민주당(아베파)          |                              |
| 총무 부대신     | 쓰게 요시후미     | 참의원 / 자유민주당(무파벌)          |                              |
| 법무 부대신     | 가도야마 히로아키 | 중의원 / 자유민주당(이시바G)         |                              |
| 외무 부대신     | 다케이 슌스케     | 중의원 / 자유민주당(기시다파)        |                              |
| 외무 부대신     | 야마다 겐지       | 중의원 / 자유민주당(아소파)          |                              |
| 재무 부대신     | 이노우에 다카히로 | 중의원 / 자유민주당(아소파)          |                              |
| 재무 부대신     | 아키노 고조       | 참의원 / 공명당                      |                              |
| 문부과학 부대신 | 이데 요세이       | 중의원 / 자유민주당(아소파)          |                              |
| 문부과학 부대신 | 야나 가즈오       | 중의원 / 자유민주당(아베파)          |                              |
| 후생노동 부대신 | 하뉴다 다카시     | 참의원 / 자유민주당(아베파)          |                              |
| 후생노동 부대신 | 이사 신이치       | 중의원 / 공명당                      | 내각부 부대신 겸임           |
| 농림수산 부대신 | 가쓰마타 다카아키 | 중의원 / 자유민주당(니카이파)        |                              |
| 농림수산 부대신 | 노나카 아쓰시     | 중의원 / 자유민주당(모테기파)        |                              |
| 경제산업 부대신 | 나카타니 신이치   | 중의원 / 자유민주당(모테기파)        | 내각부 부대신 겸임           |
| 경제산업 부대신 | 오타 후사에       | 참의원 / 자유민주당(아베파)          | 내각부 부대신 겸임           |
| 국토교통 부대신 | 도요다 도시로     | 참의원 / 자유민주당(아소파)          |                              |
| 국토교통 부대신 | 이시이 히로오     | 참의원 / 자유민주당(모테기파)        | 부흥, 내각부 부대신 겸임     |
| 환경 부대신     | 야마다 미키       | 중의원 / 자유민주당(아베파)          |                              |
| 환경 부대신     | 고바야시 시게키   | 중의원 / 자유민주당(니카이파)        | 내각부 부대신 겸임           |
| 방위 부대신     | 이노 도시로       | 중의원 / 자유민주당(모테기파)        | 내각부 부대신 겸임           |

## 대신 정무관
- 2022년 8월 12일 임명

| 직책                | 성명              | 소속                                 | 비고                             |
| ------------------- | ----------------- | ------------------------------------ | -------------------------------- |
| 디지털대신 정무관   | 오자키 마사나오   | 중의원 / 자유민주당(니카이파)        | 내각부대신 정무관 겸임           |
| 부흥대신 정무관     | 나카노 히데유키   | 중의원 / 자유민주당(니카이파)        | 내각부대신 정무관 겸임           |
| 부흥대신 정무관     | 야마모토 사콘     | 중의원 / 자유민주당(아소파)          | 문부과학대신 정무관 겸임         |
| 부흥대신 정무관     | 사토미 류지       | 참의원 / 공명당                      | 경제산업, 내각부대신 정무관 겸임 |
| 부흥대신 정무관     | 니시다 쇼지       | 중의원 / 자유민주당(기시다파)        | 국토교통, 내각부대신 정무관 겸임 |
| 내각부대신 정무관   | 오자키 마사나오   | 중의원 / 자유민주당(니카이파)        | 디지털대신 정무관 겸임           |
| 내각부대신 정무관   | 스즈키 에이케이   | 중의원 / 자유민주당(아베파)          |                                  |
| 내각부대신 정무관   | 지미 하나코       | 참의원 / 자유민주당(니카이파)        |                                  |
| 내각부대신 정무관   | 나카노 히데유키   | 중의원 / 자유민주당(니카이파)        | 부흥대신 정무관 겸임             |
| 내각부대신 정무관   | 혼다 아키코       | 참의원 / 자유민주당(무파벌)          | 후생노동대신 정무관 겸임         |
| 내각부대신 정무관   | 나가미네 마코토   | 참의원 / 자유민주당(아베파)          | 경제산업대신 정무관 겸임         |
| 내각부대신 정무관   | 사토미 류지       | 참의원 / 공명당                      | 경제산업, 부흥대신 정무관 겸임   |
| 내각부대신 정무관   | 니시다 쇼지       | 중의원 / 자유민주당(기시다파)        | 국토교통, 부흥대신 정무관 겸임   |
| 내각부대신 정무관   | 야나기모토 아키라 | 중의원 / 자유민주당(아소파)          | 환경대신 정무관 겸임             |
| 내각부대신 정무관   | 기무라 지로       | 중의원 / 자유민주당(아베파)          | 방위대신 정무관 겸임             |
| 총무대신 정무관     | 구니미쓰 아야노   | 중의원 / 자유민주당(기시다파)        |                                  |
| 총무대신 정무관     | 스기타 미오       | 중의원 / 자유민주당(아베파)          | 2022년 12월 27일 면직            |
| 총무대신 정무관     | 하세가와 준지     | 중의원 / 자유민주당(무파벌)          | 2022년 12월 27일 임명            |
| 총무대신 정무관     | 나카가와 다카모토 | 중의원 / 자유민주당(아소파)          |                                  |
| 법무대신 정무관     | 다카미 야스히로   | 중의원 / 자유민주당(모테기파)        |                                  |
| 외무대신 정무관     | 아키모토 마사토시 | 중의원 / 자유민주당(다니가키G·스가G) | 2023년 8월 4일 면직              |
| 외무대신 정무관     | 다카기 게이       | 중의원 / 자유민주당(아베파)          |                                  |
| 외무대신 정무관     | 요시카와 유미     | 참의원 / 자유민주당(아베파)          |                                  |
| 재무대신 정무관     | 가네코 슌페이     | 중의원 / 자유민주당(기시다파)        |                                  |
| 재무대신 정무관     | 미야모토 슈지     | 참의원 / 자유민주당(아베파)          |                                  |
| 문부과학대신 정무관 | 이토 다카에       | 참의원 / 공명당                      |                                  |
| 문부과학대신 정무관 | 야마모토 사콘     | 중의원 / 자유민주당(아소파)          | 부흥대신 정무관 겸임             |
| 후생노동대신 정무관 | 아제모토 쇼고     | 중의원 / 자유민주당(기시다파)        |                                  |
| 후생노동대신 정무관 | 혼다 아키코       | 참의원 / 자유민주당(무파벌)          | 내각부대신 정무관 겸임           |
| 농림수산대신 정무관 | 쓰노다 히데오     | 중의원 / 공명당                      |                                  |
| 농림수산대신 정무관 | 후지키 신야       | 참의원 / 자유민주당(기시다파)        |                                  |
| 경제산업대신 정무관 | 나가미네 마코토   | 참의원 / 자유민주당(아베파)          | 내각부대신 정무관 겸임           |
| 경제산업대신 정무관 | 사토미 류지       | 참의원 / 공명당                      | 부흥, 내각부대신 정무관 겸임     |
| 국토교통대신 정무관 | 후루카와 야스시   | 중의원 / 자유민주당(모테기파)        |                                  |
| 국토교통대신 정무관 | 시미즈 마사토     | 참의원 / 자유민주당(니카이파)        |                                  |
| 국토교통대신 정무관 | 니시다 쇼지       | 중의원 / 자유민주당(기시다파)        | 부흥, 내각부대신 정무관 겸임     |
| 환경대신 정무관     | 구니사다 이사토   | 중의원 / 자유민주당(니카이파)        |                                  |
| 환경대신 정무관     | 야나기모토 아키라 | 중의원 / 자유민주당(아소파)          | 내각부대신 정무관 겸임           |
| 방위대신 정무관     | 오노다 기미       | 참의원 / 자유민주당(모테기파)        |                                  |
| 방위대신 정무관     | 기무라 지로       | 중의원 / 자유민주당(아베파)          | 내각부대신 정무관 겸임           |

## 세력 조견표
| 명칭       | 세력 | 국무대신 | 부대신 | 정무관 | 보좌관 | 기타                                                     |
| ---------- | ---- | -------- | ------ | ------ | ------ | -------------------------------------------------------- |
| 아베파     | 98   | 4        | 6      | 6      | 1      | 정무조사회장, 중의원 의장, 참의원 간사장, 국회대책위원장 |
| 무파벌     | 58   | 4        | 1      | 2      | 0      | 간사장 대행                                              |
| 모테기파   | 55   | 3        | 4      | 3      | 0      | 간사장, 참의원 의원회장, 참의원 의장                     |
| 아소파     | 53   | 4        | 4      | 3      | 0      | 부총재                                                   |
| 니카이파   | 44   | 2        | 2      | 5      | 0      |                                                          |
| 기시다파   | 43   | 2        | 3      | 5      | 2      | 자유민주당 총재                                          |
| 다니가키G  | 15   | 0        | 2      | 1      | 1      | 총무회장                                                 |
| 이시바G    | 9    | 0        | 1      | 0      | 0      |                                                          |
| 모리야마파 | 7    | 0        | 0      | 0      | 0      | 선거대책위원장                                           |
| 공명당     | 59   | 1        | 3      | 3      | 0      |                                                          |
| 민간       | /    | 0        | 0      | 0      | 1      |                                                          |
| 계         | /    | 20       | 26     | 28     | 5      | /                                                        |

※ 굵은 글씨는 자민당 5역
※ 관례에 따라 파벌에서 이탈 중인 중의원 의장 호소다 히로유키(아베파)와 참의원 의장 오쓰지 히데히사(모테기파)를 파벌 소속 의원에 포함한다.
※ 니카이파 회원에 무소속 미타조노 사토시를 포함한다.
※ 다니가키 그룹 및 이시바 그룹은 타 파벌과의 겸임 소속 의원을 제외한다.

## 주해
1. ↑  두 명의 각료는 농림수산대신 가네코 겐지로와 국가공안위원회 위원장 니노유 사토시이다. 이 두 사람은 참의원 의원으로서의 임기 만료 후에도 내각 개조할 때까지 민간인 각료로서 계속 내각에 앉혀두는 것이 헌법상 가능하며 원래 두 사람의 은퇴만으로 개각을 서두를 필요는 없었다.
2. ↑  이 해 9월 9일과 10일에 개최된 G20 정상회의에 참석하기 위해 같은 날까지 인도를 방문했었다.
3. 1 2  2023년 4월 1일 이후.